# Колесо (театр, Тольятти)
Драматический театр «Колесо» имени Глеба Борисовича Дроздова  — первый в России контрактный драматический театр, созданный по модели Г. Б. Дроздова, и первый профессиональный театр г. Тольятти Самарской области.

## История
История театра «Колесо» началась в 1986 году, когда город Тольятти с рабочим визитом посетил М. С. Горбачев. Рабочие и служащие Волжского автомобильного завода обратились с просьбой к Председателю Президиума Верховного Совета СССР. Они хотели построить в городе театр. Горбачев поддержал инициативу тольяттинцев.
В этом же году в апрельском номере журнала «Театральная жизнь» была опубликована статья Г. Б. Дроздова «О мечтах, которым пора сбываться». Глеб Дроздов, ученик Андрея Гончарова, служивший тогда в Ярославском академическом театре драмы (старейшем театре России), мечтал создать свой театр: содружество единомышленников, людей объединенных общей целью, единой верой и школой.
Так, две инициативы соединились в едином порыве сотворения общего дела.   2 марта 1988 года был подписан приказ министерства об открытии театра «Колесо», возглавлять который пригласили Глеба Борисовича Дроздова. Это был первый в России контрактный театр, модель которого была разработана Дроздовым совместно с кафедрой экономики Ленинградского государственного института театра и кино. Театру предоставлялась большая самостоятельность в финансово-хозяйственной деятельности, что в дальнейшем было осуществлено многими государственными театрами России.
Для нового театра городскими властями был предоставлен Дом культуры со зрительным залом 736 мест, который модернизировали под условия театральной площадки. 15 декабря 1988 г. впервые был поднят занавес театра «Колесо», состоялась премьера спектакля  по пьесе Э.Пашнева «Рождает птица птицу».
С момента своего возникновения, как бы оправдывая своё название, театр «Колесо» очень много гастролирует. За первые 12 лет работы (под руководством Г.Б.Дроздова) театр 9 раз выезжал на зарубежные фестивали и гастроли в Англию, Болгарию, Венгрию, Францию, Югославию (дважды), Белоруссию, Литву, США (дважды).

16 декабря 2000 умер Глеб Дроздов, в 2001 году решением топонимической комиссии и комиссии по историко-культурному наследию театру «Колесо» присвоено имя его основателя, на здании установлена памятная мемориальная доска.

Основатель театра «Колесо» народный артист РСФСР Г. Б. Дроздов

С 2002 г. в течение 4,5 лет главным режиссёром театра служил А. А. Морозов, поставивший в «Колесе» 7 успешных и интересных спектаклей.
В августе 2006 года с театром начинает сотрудничать один из старейших режиссёров страны — народный артист СССР Пётр Монастырский. В течение двух с половиной лет им было поставлено три спектакля, хотя от должности главного режиссёра он отказался.
В ноябре 2011 года  директором театра «Колесо» стала вдова основателя, профессор, народная артистка России Наталья Дроздова, через год работы Наталье Дроздовой удалось значительно повысить посещаемость театра, поднять зарплату актёрскому составу. Впервые за много лет театру были выделены значительные средства на ремонт Большого зала (26 млн руб.) .
В ноябре 2012 года мэр г. Тольятти С. И. Андреев  не продлил контракт с директором Дроздовой, Наталья Степановна покинула театр. Вслед за ней из театра уволился 21 артист.
В начале XXVI сезона труппа театра пополнилась 14 новыми артистами, среди которых оказались как выпускники театральных вузов, так и актёры среднего возраста — из Тольятти и других городов страны. В XXVI сезоне состоялось 10 премьер. Художественным руководителем театра стал Михаил Чумаченко.
В 2018 году театр отметил 30-летний юбилей, приняв на своей площадке прославленные столичные коллективы: уникальный Московский государственный Камерный музыкальный театр им. Б. А. Покровского и Государственный театр Наций.
Театр регулярно проводил «Международный театральный фестиваль на Волге» (позже переименованный в «Театральный круг»): по чётным годам — фестиваль классических спектаклей на Большой сцене («Большой театральный круг»); по нечётным — фестиваль камерных спектаклей или спектаклей, поставленным по пьесам современных драматургов («Малый театральный круг»). Всего прошло 6 Международных фестивалей. На некоторое время в связи с непростой финансовой ситуацией фестивальная традиция на несколько лет была прервана. В ноябре 2014 года её удалось возродить — в формате «Малого театрального круга» был проведён Межрегиональный фестиваль «Светлые души», посвященный 85-летию В. М. Шукшина. В нём приняли участие 8 театров из Москвы, Санкт-Петербурга, Волгограда, Мичуринска, Новошахтинска, Краснодара, Ульяновска. Тольятти представлял ДТ «Колесо» им. Г. Б. Дроздова.
В 2020 году был восстановлен фестиваль "Театральный круг". В афишу вошли спектакли Санкт-Петербургского Театра «На Литейном», Московского независимого ТРУ  театра, академического театра республики Башкортостан, Самарского академического театра, Ульяновского областного театра драмы, Альметьевского татарского театра и постановка мастерской Л. Е. Хейфеца (ГИТИС). Театр «Колесо» представил на фестивале премьерную работу - спектакль «Васса» по пьесе М. Горького в постановке М. Мокеева.
В мае 2021 года проведена лаборатория молодой режиссуры "Экспериментальный круг". Тема лаборатории - актуализация классики.
В августе 2021 года директором театра назначен Вячеслав Тиунов, художественным руководителем - народная артистка России Наталья Дроздова. В сентябре этого же года театр «Колесо» первый раз принял участие во Втором Межрегиональном фестивале имени А. Н. Толстого «Время театра» (г. Сызрань) и стал лауреатом в нескольких номинациях. Актриса театра Елена Радионова победила в номинации «За лучшую женскую роль второго плана» за роль бабушки Алеши в спектакле «Олимпия» по пьесе Ольги Мухиной. Артист театра Андрей Чураев стал лауреатом в номинации «За лучшую мужскую роль второго плана» за роль папы Алеши в этом же спектакле. Приз «За лучшую режиссерскую работу» был присужден режиссеру Михаилу Чумаченко за спектакль «Олимпия».
22 сентября 2022 года 35-й сезон был открыт мировой премьерой специально написанной Александром Игнашовым для театра «Колесо» исторической драмы «Татищев. Сказание о звере мамонте» в постановке заслуженного артиста России Вадима Романова. Это спектакль посвящен 285-летию со дня основания Ставрополя-на-Волге (ныне - Тольятти).
Количество мест в Большом зале театра — 476. Количество зрительских мест в Камерном зале театра — 120
Литература
- Классика жанра как творческий почерк // Город: журнал. – Тольятти, 2022, №4. – С. 85.
- Кислицына Л. Сказание о звере мамонте // Площадь свободы. – Тольятти, 2022, №40. – С. 16.
- Цыганова А. Курс на классику // Тольяттинский университет. – Тольятти, 2022, №23. – С. 7.
- В театре «Колесо» открыт 35-й, юбилейный сезон! // Официальный сайт Министерства культуры Самарской области, 26.09.2022.
- Игнашов А. Мелодия судьбы // Страстной бульвар, 10: журнал. – М., 2022, №10. – С. 96-102.
- Игнашов А. Три дня подряд – аншлаг, успех и настоящий праздник! // Свежая газета. Культура. – Самара, 2022, №14. – С. 12.
- Бикулова Н. В «Колесе» ностальгируют по девяностым / Вольный город. – Тольятти, 2022, №24.
- Сюрпризы XXXIV сезона // Premier Expert: журнал. – Тольятти, 2022, №1. – С. 50.
- Новые прочтения и история города. Театр «Колесо» готовится к юбилею // Аргументы и факты. – Самара, 10.06.2022. ht
- Супонькина Е. «Колесо» покажет мамонта // Тольяттинский университет. – Тольятти, 2022, №14. – С. 6-7.
- Тонова М. Будут добрые люди встречать // Площадь Свободы. – Тольятти, 2022, №20. – С. 17.
- Игнашов А. Как наше слово отзовётся? // Страстной бульвар, 10: журнал. – М., 2022, №8. – С. 35-40.  http://www.strast10.ru/node/6009
- Театр «Колесо» представит спектакль о Василии Татищеве в юбилейный сезон // Культура: интернет-портал. – М., 13.04.2022.
- Театр «Колесо» готовит премьеру к 285-летию со дня основания Ставрополя-Тольятти // Царьград, 13.04.2022
- Ренца избрали председателем Попечительского совета «Колеса» // TLTgorod.ru 13.04.2022.
- Супонькина Е. Прийти за бессмертием // Тольяттинский университет. – Тольятти, 2022, №5. – С. 6.
- Тонова М. Медянка на завтрак // Площадь свободы. – Тольятти, 2022, №11. – С. 19.
- Игнашов А. The show must go on // Страстной бульвар, 10: журнал. – М., 2021, №3. – С. 50-57.  http://www.strast10.ru/node/5844
- Игнашов А. «Время театра». Фестиваль второй // Свежая газета. Культура. – Самара, 2022, №18. – С. 9.
- Яркая осень Натальи Дроздовой // Million News про Тольятти. – Тольятти, 2021, №2. – С. 18.
- Дроздов Г. Б. О мечтах, которым пора сбываться // Театральная жизнь : журнал. — 1984. — № 4.